# 토요타 셀시오
토요타 셀시오(Toyota Celsior)는 일본의 토요타 자동차가 만든 승용차로, 3세대 렉서스 LS까지의 일본 판매명이다.

## 1세대

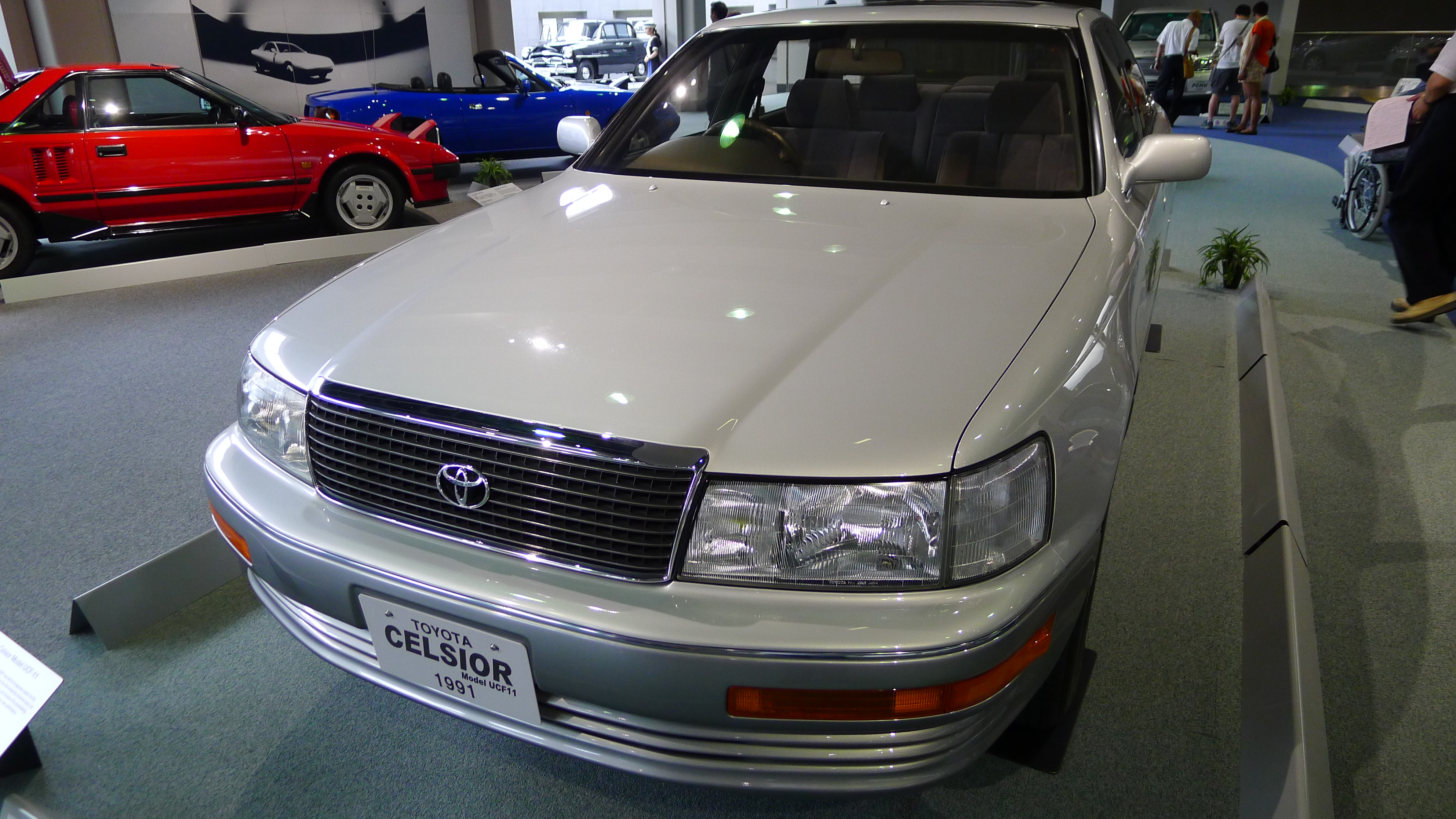
토요타 셀시오 정측면

토요타 자동차가 심혈을 기울인 고급차 브랜드인 렉서스가 1989년 9월에 미국에 런칭되어 대형 승용차인 LS가 판매되었다. 일본에서는 토요타 자동차의 전통적인 고급 차종인 크라운이 있어 미국과 일본의 기호를 고려하여 판매는 이루어지지 않을 듯하였으나, 당시 일본의 거품 경제 상황에 닛산 시마의 폭발적인 인기와 기존의 크라운에 만족하지 않는 고객층의 요구에 대응하기 위하여 크라운과 센추리 사이에 위치하는 대형 승용차로 선보이게 되었다. 이 것이 같은 해 10월에 출시된 셀시오이다. 편의 사양에 따라 A 타입, B 타입, C 타입 등 3가지 라인업으로 나뉘었다. B 타입에는 노면 상황에 따라 댐퍼의 감쇠력이 일반 주행 시의 하드 설정에서 소프트 설정으로 전환되는 전자 제어 서스펜션인 피에조 TEMS가, C 타입에는 승차감을 더 부드럽게 하는 전자 제어 에어 서스펜션이 적용되었다. V8 4,000cc의 1UZ-FE 엔진이 장착되었고, 4단 자동변속기가 맞물렸다. 일본의 자동차 최초로 자체 발광식 계기판이 적용되었다. 트림명 엠블럼이 없고, 토요타 자동차의 영문 엠블럼이 붙은 것도 기존의 일본 내수용 차량에서는 보기 힘들던 부분. 타원형으로 이루어진 토요타 자동차의 새로운 엠블럼이 처음 적용된 차종이기도 하다. 1992년 8월에 16인치 알루미늄 휠과 브레이크 로터, 조수석 에어백, GPS 내비게이션에 대응하는 일렉트릭 멀티 비전 등이 적용되었다.

## 2세대

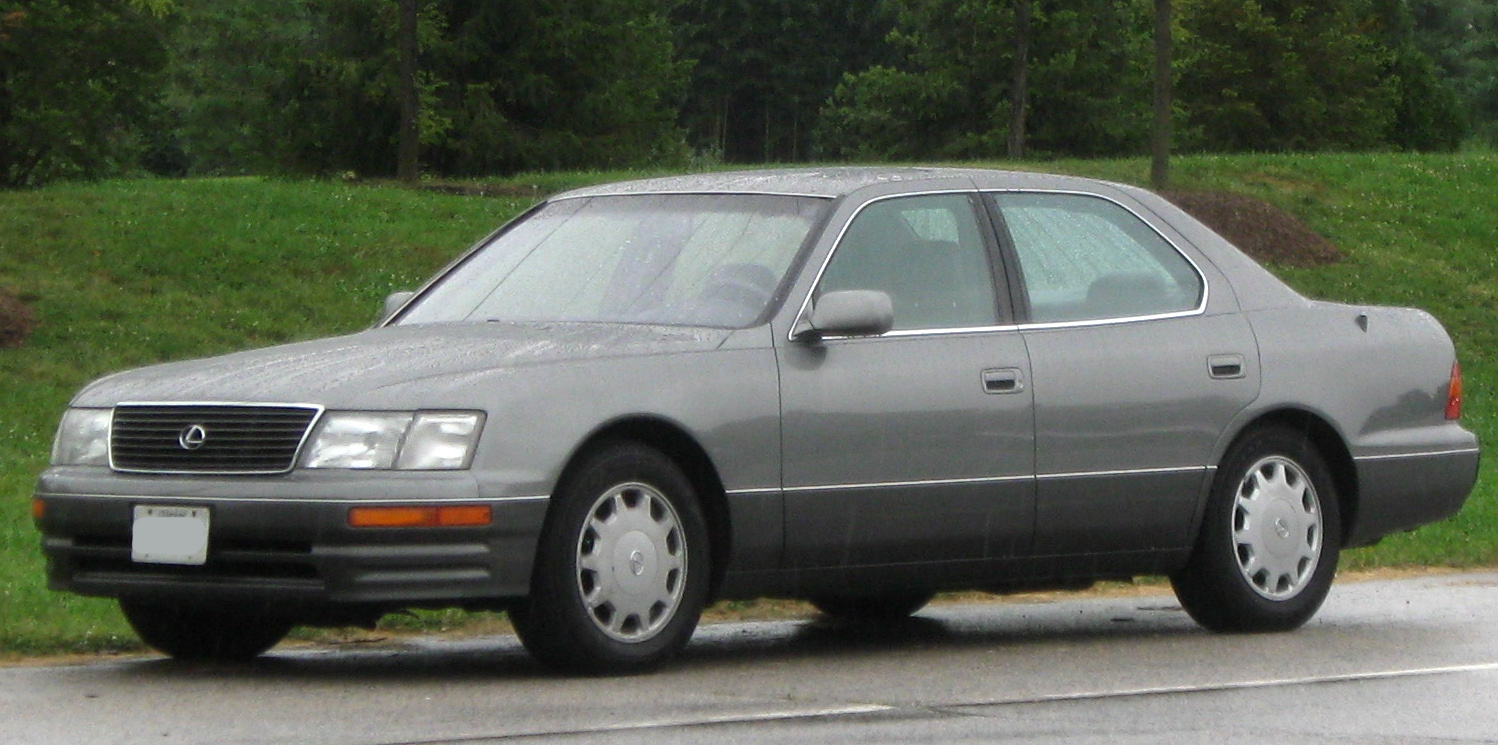
토요타 셀시오(전기형) 정측면

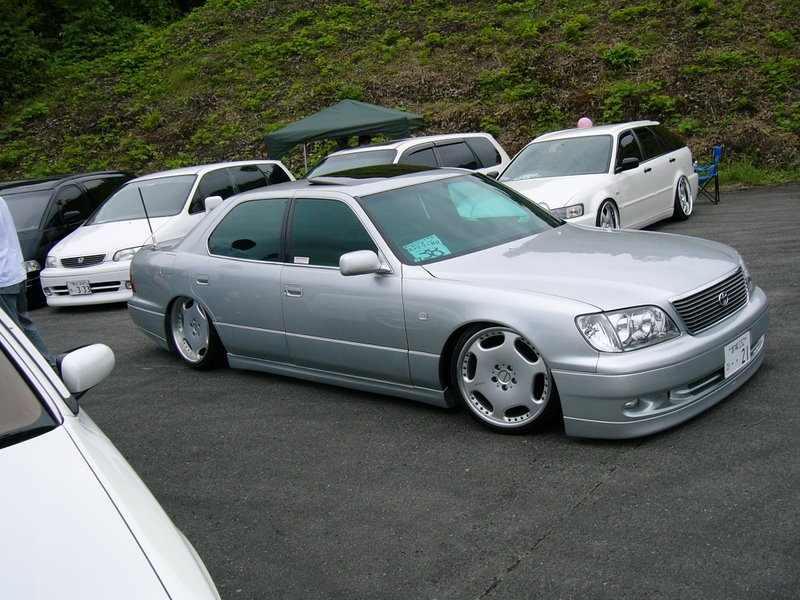
토요타 셀시오(후기형) 정측면

1994년 10월에 출시되었다. 1세대의 디자인을 답습하여 1세대와의 비슷한 느낌이나, 플랫폼의 개량을 통한 오버 행과 최소 회전 반경의 축소와 휠 베이스의 연장이 이루어졌다. 1세대에 불만이 많았던 브레이크 성능도 전륜에 알루미늄 재질의 대향 4 포드 캐리퍼가 적용되어 개선시켰다. 엔진은 1세대와 마찬가지로 V8 4,000cc의 1UZ-FE 엔진이 장착되었으나, 성능 향상과 경량화를 실현하였다. 그러나 마이콘 프리셋 드라이빙 시스템이나 뒷쪽의 접합 유리가 삭제되는 등 원가 절감의 영향을 받기도 하였다. 1996년 8월에는 마이크로 컴퓨터 프리셋 드라이빙 시스템이 다시 적용되었고, 조수석 워크인 스위치가 새로 적용되었다. 충돌 안전 차체인 GOA의 신규 적용과 조수석 에어백의 기본 적용도 이때 이루어졌다. 1997년 7월에 페이스 리프트를 거쳐 라디에이터 그릴과 헤드 램프의 간격이 생겼고, 헤드 램프는 기존의 할로겐 램프 대신 오토 레베 라이저 내장 HID 램프가 적용되었다. 6개의 에어백은 물론 차체 자세 제어 장치, 긴급 제동 조작을 보조하는 브레이크 어시스트, 조수석 시트 벨트 착용 경고등 등이 적용되어 안전성 향상에 도모하였다. 도난 방지를 위한 엔진 이모빌라이저가 기본 적용되었다.

## 3세대

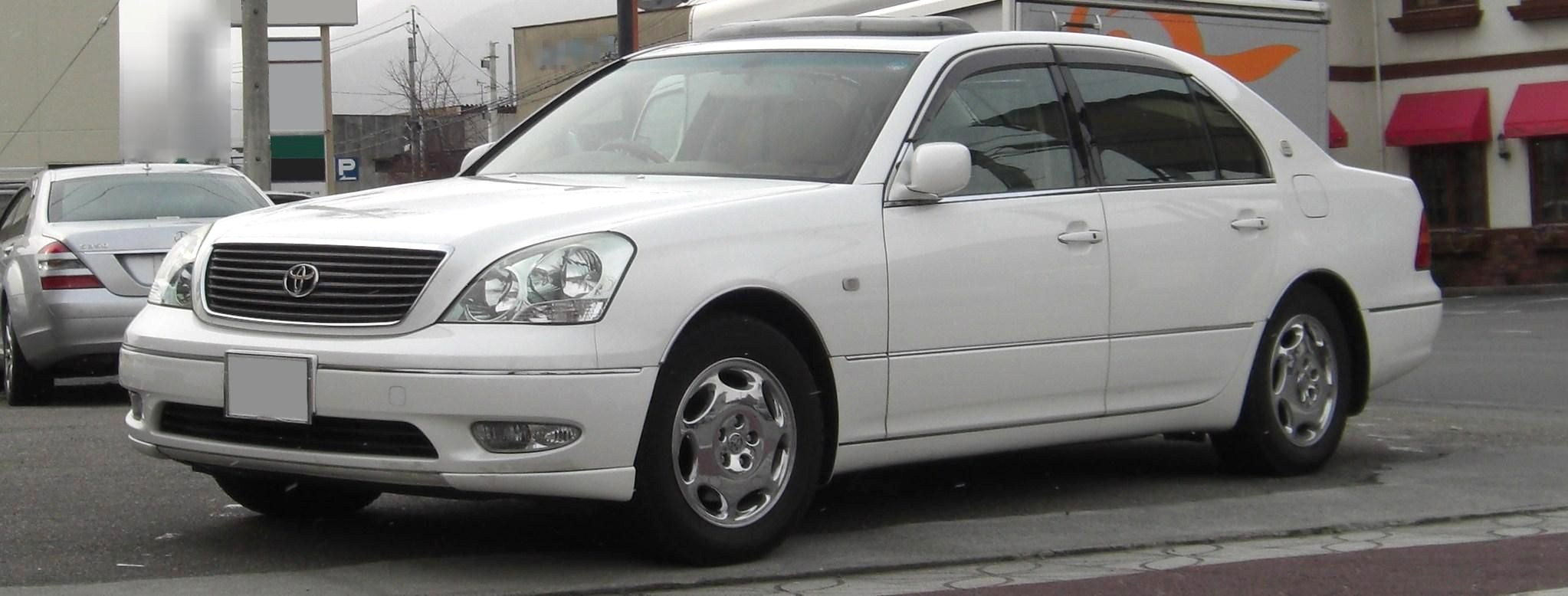
토요타 셀시오(전기형) 정측면

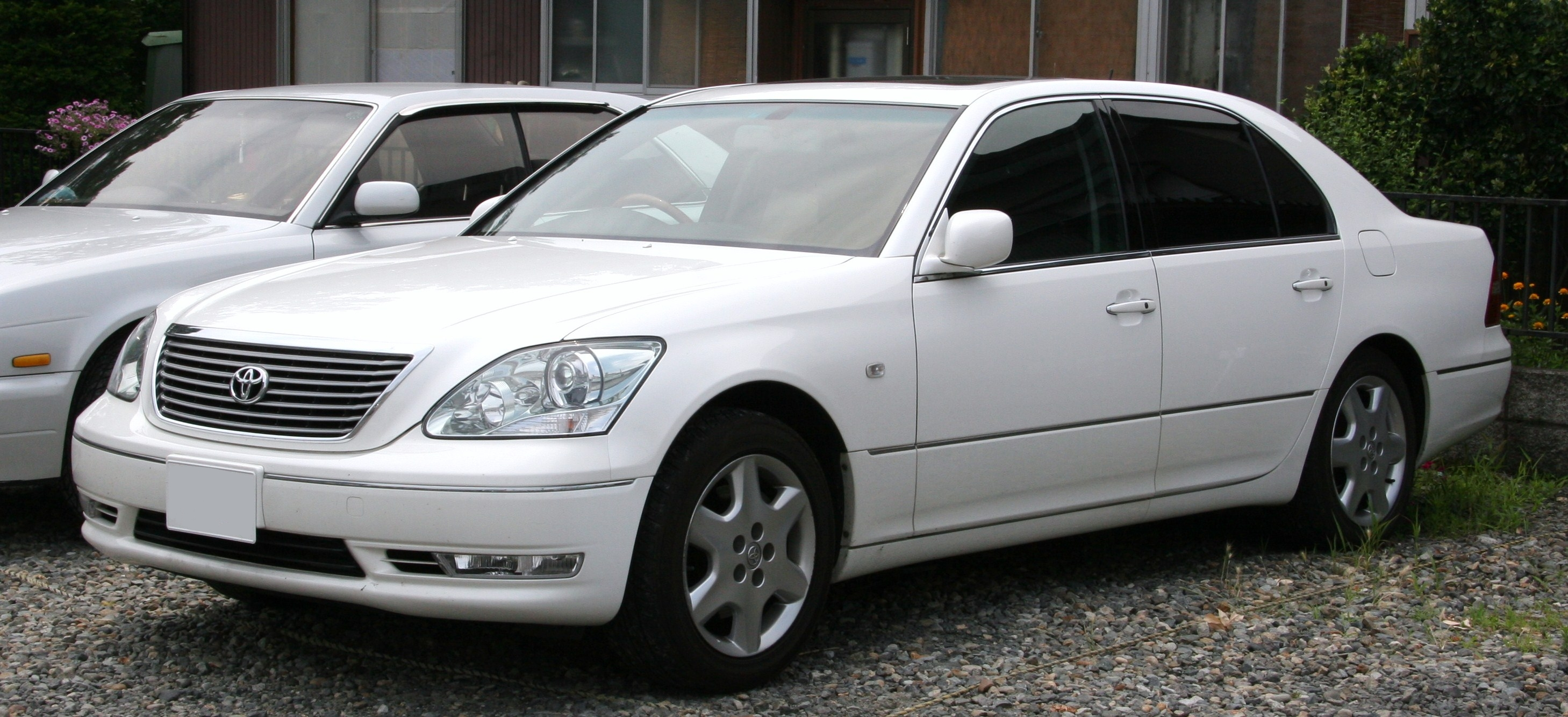
토요타 셀시오(후기형) 후측면

2000년 8월에 출시되었다. V8 4,300cc의 3UZ-FE 엔진으로 변경되었다. 디자인에 곡선이 가미되어 1세대와 2세대에 비하여 다이내믹한 느낌을 주어 공기 저항 계수(Cd)는 0.25를 실현했다. 이지 클로저, 기존 무선 도어 잠금 장치에서 발전된 스마트 키 시스템이 적용되었다. 2003년 8월에 페이스 리프트를 거쳐 차체 길이가 5,000mm를 넘어섰다. 2005년부터 렉서스가 일본에서도 런칭됨에 따라서 2006년 5월에 단종되었고, 대신에 일본에서도 해외와 동일하게 렉서스 LS로 판매되고 있다. 토요타 자동차에서 셀시오의 지위는 크라운 마제스타가 계승하게 되었다.